# 雷 (雷型駆逐艦)
雷(いかづち)は、大日本帝国海軍の駆逐艦 。
艦名は「カミナリ」または「ナルカミ」の意味 。
同名艦に吹雪型駆逐艦(「特III型、暁型」)の「雷」がある為、こちらは「雷 (初代)」や「雷I」などと表記される。

## 艦歴

### 建造
1897年(明治30年)1月16日にイギリスのヤーロー社と第1回目の駆逐艦建造契約を締結、「雷」はそのうちの1隻になる。
同年9月に起工、
1898年(明治31年)3月16日建造中の「第一號水雷艇驅逐艇」を「雷(イカヅチ)」と命名、
3月21日に軍艦及水雷艇類別等級が定められ、「雷」は水雷艇駆逐艇に定められた。
11月15日進水、
1899年(明治32年)2月23日竣工、
引き渡された。

### 日本回航
当初、分解した上で日本まで輸送も検討されたが、完成させて自力で回航になった。
3月8日
グレブセンドをポーツマスに向けて出発、
ジブラルタル、
マルタ、
ポートサイド、
アデン、
コロンボ、
香港などを経て、
5月25日佐世保に到着、
6月3日横須賀に回航された。

### 日露戦争
1904年(明治37年)に日露戦争が勃発した際には第1艦隊第2駆逐隊に所属していた。同年2月8日の旅順港奇襲攻撃にも参加しており、十数日後の2月24日には旅順港閉塞作戦に、5月27日には日本海海戦にも参加している。日本海海戦では、装甲巡洋艦「アドミラル・ナヒーモフ」への魚雷攻撃を行った。

### 日露戦争後
1905年(明治38年)12月12日、内令第751号で駆逐隊編制が定められ(これ以前は各鎮守府が駆逐隊を定めていた)、
「雷」「電」「曙」「朧」の4隻で「第四駆逐隊」(大湊要港部所属)を編制した。
「雷」は以降最後まで「第四駆逐隊」所属だった。
1912(大正元年)8月28日、三等駆逐艦に類別。

### 喪失
1913年(大正2年)10月9日、戦闘訓練予行運転のために大湊港を出港しようと午前9時に浮標から舫いを解いて回頭中、9時2分頃に
3番ボイラーが爆発、3番ボイラーは甲板上に噴き上がり、右舷艦底に破口(約4平方メートル)が空いた。
死亡1名、重傷4名、軽傷12名、行方不明1名
(行方不明者は14日午後4時に後罐室で遺体を発見、収容された)。
兵器を揚陸、
負傷者の搬送を始め、
浮船渠に入渠させようと曳航中に船体中央部が折れ曲がった(3番煙突と4番煙突の間で約10度の角度で逆「く」の字になる)。
浮船渠の舷側に横付けしたまま移動し、
船体を浅瀬に擱座させた。
その後も浸水と海底が軟泥の為に徐々に船体が沈降、
乗員は陸上に収容した。
船体引き上げに約16,100円、復旧修理に約45,200円かかると推算され、売却処分が適当と判断された。
11月5日除籍、
艦艇類別等級表からも削除された。
11月11日には強風が吹き荒れ、午後4時頃に船体の後部が全て水没した。
12月1日、「雷」は第四駆逐隊から除かれた。
1914年(大正3年)4月29日に沈没した船体は附属品と共に10,660円で売却、同年9月5日に引き渡された。

## 艦長
※『日本海軍史』第9巻・第10巻の「将官履歴」及び『官報』に基づく。
回航委員長
- 矢島純吉 少佐：1898年10月19日 - 10月28日
- 石田一郎 少佐：1898年10月28日 -

艦長
- 笠間直 少佐：1901年6月22日 - 8月30日
- 広瀬順太郎 少佐：1901年8月30日 - 1903年7月7日
- 三村錦三郎 大尉：1903年7月7日 - 1904年9月11日
- 斎藤半六 少佐：1904年9月11日 - 1905年12月12日

駆逐艦長
- 大谷幸四郎 大尉：1905年12月12日 - 1906年1月25日
- (兼)富永寅次郎 大尉：1906年1月25日 - 7月3日
- 和田博愛 大尉：1906年7月3日 - 9月28日
- (兼)井上猪之吉 大尉：1906年9月28日 - 1907年1月12日
- 大内田盛繁 少佐：1907年1月12日 - 7月1日
- (兼)富永寅次郎 大尉：1907年7月1日 - 11月22日
- (兼)山根米吉 少佐：1907年11月22日 - 12月18日
- 人見三良 大尉：1907年12月18日 - 1908年4月20日
- 岩室哲次郎 大尉：1908年4月20日 - 7月11日
- (兼)井上鉄治 大尉：1908年7月11日 - 9月25日
- 小泉親治 大尉：1908年9月25日 - 11月20日
- 田中漸 大尉：1908年11月20日 - 1909年2月25日
- 井戸玖吾 大尉：1909年2月25日 - 12月1日
- 柴田菊枝 大尉：1909年12月1日 - 1910年4月1日
- 岡本郁男 大尉：1910年4月1日 - 1911年6月28日
- 朝田外次郎 大尉：1911年6月28日 - 1912年5月22日
- 中川文一 大尉：1912年5月22日 - 1913年5月24日
- 下川包蔵 大尉：1913年5月24日 -